# Lignocellulose

Beispiel einer möglichen Ligninstruktur

Die Lignocellulose (von lateinisch lignum „Holz“) bildet die Zellwand verholzter Pflanzen und dient ihnen als Strukturgerüst. Hemicellulosen und vor allem Cellulose bilden zunächst ein Gerüst, in das beim Vorgang der Verholzung (Lignifizierung) nachträglich das Lignin eingelagert wird.

## Molekularer Aufbau

Darstellung eines Cellulosemonomers (β-Glucose) in der Haworth-Schreibweise.

Lignocellulose besteht aus den faserartigen Stoffen Cellulose und Hemicellulose, die von Lignin umgeben sind, das als Füllstoff und Bindemittel fungiert.
Cellulose ist ein langgestrecktes Polymer aus zahlreichen β-1,4-glycosidisch verknüpften Glucose-Monomeren. Eine Vielzahl dieser Polymere wird zu Fasern mit teilweise kristallinen Bereichen zusammengelagert. Diese Fasern sind längs zum Xylem angeordnet und verleihen der Pflanze damit eine hohe Zug- und Biegefestigkeit.
Hemicellulose macht einen geringeren Anteil aus und ist weniger geordnet aufgebaut. Grund ist, dass dieses Polymer, bestehend aus verschiedenen Zuckern, auch verzweigende Verknüpfungen aufweist, die keine faserartige Anordnung erlauben.
Lignin besteht aus verschiedenen Typen von Phenylpropanen, die in das Cellulose-Hemicellulose-Gerüst eingelagert und zum Polymer Lignin verknüpft werden. Im Gegensatz zur Cellulose geht Hemicellulose mit der Komponente Ferulasäure des Lignin kovalente Bindungen ein, was die Auftrennung zur Umwandlung in Biokraftstoffe erschwert.

## Eigenschaften
Lignocellulose kann als Faserverbundmaterial angesehen und mit Stahlbeton verglichen werden. Während die Cellulose, vergleichbar der Stahlbewehrung, für Zug- und Biegefestigkeit sorgt, ist die Matrix aus Lignin, als Analogon zu Beton, für die Druckfestigkeit verantwortlich. Wird ein Baum durch Wind belastet, sorgen die Cellulosefasern an der windzugewandten Seite für Zugfestigkeit. Auf der windabgewandten Seite verhindern die Lignineinlagerungen das Knicken der Fasern und sorgen für Druckfestigkeit.
Lignin ist durch seine dichte Struktur und Verknüpfung schlecht für Enzyme zugänglich und schützt die verholzte Pflanze so vor Schädlingen wie Pilzen und Bakterien.

## Nutzung
Traditionell wird Lignocellulose in Form von Holz als Baustoff und Brennstoff genutzt.
Der Celluloseanteil wird zur Papierherstellung verwendet. Lignin ist dabei ein Abfall- und Störstoff, der in der verwendeten Lignocellulose in möglichst geringer Menge vorliegen sollte.
In verschiedenen Pilotprojekten wird versucht Lignocellulose aus Getreide, Stroh, Schilfrohr, Holz, Papier und cellulosehaltigen Abfällen, als nachwachsenden Rohstoff für unterschiedliche chemische Grundstoffe zu verwenden. Insbesondere die phenylartigen Verbindungen im Lignin gelten als möglicher Rohstoff für die stoffliche Verwertung.
Die Nutzung von Lignocellulose als Rohstoff für Biokraftstoffe wird mit der Produktion von Lignocellulose-Ethanol angestrebt. Entsprechende Herstellungsverfahren befinden sich derzeit in Entwicklung bzw. der industriellen Erprobung.